# 佛諾斯特
在英國作家約翰·羅納德·魯埃爾·托爾金（J.R.R. Tolkien）的奇幻小說世界中土大陸中，佛諾斯特（Fornost）是努曼諾爾人在北崗(North Downs)建立的城市。
佛諾斯特原先是亞爾諾在伊利雅德的城市之一，後來亞爾諾王國分裂，成為分裂後王國之一-雅西頓的首都城市，但後期發生戰亂淪為廢墟。魔戒聖戰後，亞拉岡（Aragorn）重建該城市。

## 地理
佛諾斯特位於伊利雅德的北崗，距離南方的布理有100哩，西方則是從伊凡丁湖流出的巴蘭督因河。

## 名字
佛諾斯特（Fornost）一名來自辛達林語，意思是「北方之堡壘」Northern fortress，又稱佛諾斯特伊蘭（Fornost Erain），「北方國王之堡壘」。

## 歷史
建立時間不明，第三紀元861年，亞爾諾第十任國王駕崩，因繼任問題則引發內戰，最終導致亞爾諾王國滅亡，分裂三個王國，除長子艾姆拉斯建立了雅西頓王國，其他兩位兄弟則建立卡多蘭王國和魯道爾王國。艾姆拉斯此時則將佛諾斯特成為雅西頓的首都，表示在亞爾諾王國時期就可能有這座城市，並帶走安努米那斯的真知晶石（Palantír）。
佛諾斯特位於北崗的南邊作為要塞城市，以戰略位置來說，他補足了北崗和風雲頂之間沒有屏障的缺陷，並可以防御來自魯道爾或是安格馬的入侵。第三紀元1409年，因安格馬巫王先後消滅了卡多蘭王國和魯道爾王國，圍攻風雲頂之時，該監視塔的真知晶石被救出並送到佛諾斯特，雅西頓王國也持續與安格馬展開數百年的戰事。
第三紀元1974年，安格馬對雅西頓發動總攻，大多數居民不是被趕盡殺絕就是逃至隆恩河（Lhûn），雅西頓最後一任國王-亞帆都請求剛鐸支援，但援軍來的太遲，首都被攻破，雅西頓王國滅亡，安格馬佔領佛諾斯特。隔年，爾諾（Eärnur）率領剛鐸援軍至米斯龍德，收編雅西頓的殘軍，並與林頓、瑞文戴爾的精靈合作，對安格馬展開反擊，援軍戰線漸入佳境，巫王被迫撤出佛諾斯特，經此一戰，安格馬王國滅亡，巫王逃去無蹤。
爾後，亞帆都的長子-亞拉那斯事後才得知父親在福羅契爾冰封灣身亡，於是決定讓登丹人保持低調，沒有重建北方王國，佛諾斯特逐漸成為廢墟。因人們認為那邊鬧鬼，又稱該地為亡者之堤(Deadmen's Dike)。
魔戒聖戰後，第四紀元重聯王國（Reunited Kingdom）建立，亞拉岡重建了佛諾斯特。